# Kenyaconger heemstrai
Kenyaconger heemstrai är en fiskart som beskrevs av Smith och Emma S. Karmovskaya 2003. Kenyaconger heemstrai ingår i släktet Kenyaconger och familjen havsålar. Inga underarter finns listade i Catalogue of Life.